# Château de Valognes
Le château de Valognes est un ancien château fort, construit au XIVe siècle en remplacement d'une résidence ducale du XIe siècle où la cour ducale séjournait fréquemment, de nos jours complètement rasé, qui se dressait à Valognes en Normandie.

## Localisation
Le château était situé dans le centre de la commune de Valognes, enfoui sous la place centrale dite du Château.

## Historique

### Manoir ducal
Aux XIe et XIIe siècles, c'est un édifice résidentiel, constitué de la trilogie architecturale héritée de l'époque carolingienne : la grande salle seigneuriale (aula), la chapelle (capella) et les appartements privés destinés à la mesnie (camerae), où les ducs de Normandie séjournent fréquemment.
C'est dans le manoir ducal de Valognes que le jeune duc de Normandie, Guillaume, le futur Conquérant, trouva refuge de 1035 à 1040, afin d'échapper aux barons révoltés qui souhaitaient l'assassiner. En 1050, on sait que le duc Guillaume séjourne au château, car, à cette date, il envoie Samson d'Anneville (fl. XIe siècle) chasser les pirates de Guernesey.
En 1203, Jean sans Terre y séjourne avec son épouse Isabelle d'Angoulême. Le roi attendant des vents favorables pour traverser la Manche, afin de couronner la jeune reine, visite avec celle-ci le Cotentin. Le 23 septembre, ils sont à Valognes, le 24 à Brix et le 25 à Gonneville.

### Guerre de Cent Ans
Le roi d'Angleterre Édouard III y couche le 18 juillet 1346 lors de sa chevauchée sur le sol français.
Au début de la guerre de Cent Ans, la place est aux mains de Charles le Mauvais qui agrandit et fortifit le manoir ducal. Celui-ci avait obtenu la place en septembre 1355, par le traité de Valognes confirmant celui de Mantes, le clos du Cotentin avec la ville de Cherbourg, les vicomtés de Carentan, Coutances et Valognes. En 1364, Bertrand du Guesclin, après l'avènement en avril 1364 de Charles V, assiège et prend le château. Louis de Navarre récupère la place, mais en 1378 Du Guesclin reprend à nouveau la ville. Lors des affrontements entre Français, Navarrais et Anglais, la garnison du château de Bricquebec, enlève dans la basse-cour du château de Valognes les chevaux des hérauts d'Édouard III.
De 1418-1449, la place est de nouveau occupée par les Anglais. Après la bataille de Formigny (1450) et la Campagne de Normandie engagée par le roi de France épaulé par les Bretons à bouter l'Anglais hors de duché de Normandie, le capitaine de Valognes, Thomas de Siseval fait sa soumission. Après la guerre de Cent Ans, la ville est donnée en dot à Jeanne de Valois, bâtarde légitimée de Louis XI, lors de son mariage en 1466 avec l'amiral Louis de Bourbon-Roussillon (1450-1487). Elle est alors renforcée et mise au goût du jour.

### Époque moderne
Le château est au milieu du XVIe siècle la résidence du gouverneur Hurtebye, avec lequel Gilles de Gouberville (1521-1578) entretient des relations cordiales.

#### Guerres de Religion (1562-1598)
Lors de la première guerre de Religion, le 15 juin 1562, les protestants menés par, Henri-Robert aux Épaules, seigneur de Sainte-Marie-du-Mont, et le capitaine François Leclerc, avec une troupe de 70 cavaliers et 2 500 fantassins levée à Carentan, tentent sans succès de s'emparer du château dans lequel sur l'ordre de Jacques de Matignon, lieutenant général du roi en Basse-Normandie, s'est retiré son capitaine et seigneur catholique, Louis Dursus, seigneur de Lestre,,.
Gabriel Ier de Montgommery, le 24 mars 1574, entreprend, sans succès, de s'emparer de la place. Les protestants vinrent devant la place avec deux grandes couleuvrines de fonte et deux autres de fer, dont ils s'étaient emparés à la tour de Tatihou. Apprenant que le maréchal de Matignon, qui s'était assuré entre-temps le contrôle de Cherbourg et Granville, s’apprêtait à marcher contre lui, le capitaine huguenot leva le siège au bout de seize jours et se retira dans Carentan, et fut contraint, au cours de sa retraite, d'abandonner un canon,.
En 1590, le château avait pour commandant, Guillaume de Pierrepont.

#### La Fronde
Le 23 mars 1649, pendant la Fronde, François Goyon de Matignon, lieutenant-général du roi en Basse-Normandie et frondeur aux ordres du duc de Longueville, commence le siège du château. Le gouverneur de la ville, Bernardin Gigault de Bellefonds, resté fidèle au roi, et qui n'a que dix-neuf ans, s'enferme dans la place avec une poignée de soldats et quelques gentilshommes dont le seigneur de Saint-Pierre-Église, Charles Castel, ou François Cadot, seigneur de Sébeville. Matignon avec son contingent de 6 000 hommes mettra 15 jours à prendre la place, après une capitulation honorable des assiégés. Peu de temps après, la même année, les troupes royales, sous le commandement de Callières, lieutenant du roi à Cherbourg, aidé notamment de Philippe Loyer, dit Noiremare, premier capitaine de quartier de la milice de Cherbourg, assiège à leur tour le château occupé « par des princes séditieux ».

#### Démantèlement du château
En 1688, sur ordre de Louis XIV, Louvois décide son démantèlement.

### Liste de gouverneurs ou capitaines du château
Liste non exhaustive.
Plusieurs membres de la famille de La Haye Sotteville.
- (…1364…) : Guillaume de La Haye
- (…1400…) : Jean de La Haye-dit-Picquet, général des finances en Normandie[19],[note 4]
- (…1562…) : Hurtebye, gouverneur et Louis Dursus, capitaine
- (milieu du XVe siècle) : Nicolas de Sainte-Marie (v. 1520-1591), chevalier de l'ordre du roi, gentilhomme de sa chambre[note 5].
- (…1590…) : Guillaume de Pierrepont, commandant
- (…1649…) : Bernardin Gigault de Bellefonds

## Description
Aux XIe et XIIe siècles, le château, lieu de résidence où les ducs de Normandie séjournent fréquemment, comporte une grande salle (aula), des appartements privés (camera) et une chapelle (capella).
La place comprenait un donjon rond caractéristique de la fin du XIIe et XIIIe siècles. La tour maîtresse de plan oblong présentait un décrochement correspondant à une division interne par un mur de refend. Elle abritait un puits intérieur et était flanquée sur l'angle d'un escalier en vis logé dans une tour semi hors œuvre. Au milieu du XIVe siècle, le roi de Navarre, Charles le Mauvais, y construit une tour neuve (carrée). Le château sera ensuite régulièrement réparé et renforcé jusqu'à la fin du XVIIe siècle où la décision est prise de le démolir, à l'exception du bâtiment du gouverneur et de la chapelle placée sous le vocable de la Sainte Vierge bâtie dans l'enceinte castrale. Au XIXe siècle il ne subsiste rien de la forteresse.
Du château, il ne subsiste qu'un plan dit « de Gerville » levé en 1688.

### Sondage archéologique
Depuis 2011, les différents sondages archéologiques réalisés ont confirmé la démolition massive des fortifications et l'arasement presque total des bâtiments. Lors de ces sondages, furent retrouvés des grands pans de murs basculés dans les fossés, ainsi que des ouvertures, portes et fenêtres et fentes de tir.
En 2011, fut mis au jour un bâtiment semi-enterré à contreforts plats, qui devait être adossé à la courtine ouest. Son plan, sa technique de construction ainsi que le mobilier recueilli dans les niveaux conservés, le date de la période romane, avec une fin d'occupation comme cuisine et une démolition au XIVe siècle. Nous serions donc en présence d'un des bâtiments résidentiels décrits dans les textes du Moyen Âge, et probablement la aula romane citée au XIIe siècle.
En 2019, c'est l'accès principal du château en direction de la ville qui a été dégagé. Il était composé de deux portes espacées par un vestibule de 5,60 m de long, avec un mur ouest de 1,20 à 1,30 m d'épaisseur laissant supposer l'existence d'étages. Sous cet accès fut retrouvé une pièce encavée. De même, l'angle sud-ouest de la tour maîtresse (donjon) a été dégagé. Parmi les restitutions possibles, il est possible d'envisager à la sortie de la porte un pont-levis enjambant les fausses braies et une passerelle afin de rejoindre la ville.

## Protection
Au titre des monuments historiques, une tourelle avant sa complète destruction en juin 1944 faisaient l'objet d'une inscription partielle par arrêté du 13 mai 1937,.